# Schweizer Cup (Handball, Männer) 1980
Die Handballspiele um den Schweizer Cup 1980, offiziell Nationalliga-Zusatzrunde der Männer, fanden von Mai bis April 1980 statt. Der Cupsieger TSV St. Otmar St. Gallen qualifizierte sich für den Europacup der Cupsieger 1980/81.

## Modus
Die zehn Mannschaften der Nationalliga A (NLA) und die zwei Ersten der Nationalliga B (NLB) wurden in zwei Gruppen à 7 Mannschaften eingeteilt. Die zwei Gruppenersten spielten kreuzweise einen Halbfinal. Die beiden Sieger der Halbfinals spielten den Final.

## Gruppenphase
| 1. RTV 1879 Basel (NLB) 2. BSV Bern - TV Zofingen - ZMC Amicitia Zürich - ATV Basel-Stadt - Grasshopper Club Zürich II (NLB) 1. TV Suhr | 1. Grasshopper Club Zürich 2. TSV St. Otmar St. Gallen - Pfadi Winterthur - Yellow Winterthur - TV Emmenstrand (NLB) - HC Gym Biel (NLB) 1. SC Frauenfeld |

## K.o.-Phase
|  | Halbfinal | Halbfinal                | Halbfinal |  |  | Final | Final                    | Final |
|  |           |                          |           |  |  |       |                          |       |
|  |           |                          |           |  |  |       |                          |       |
|  | A1        | RTV 1879 Basel (NLB)     | 21        |  |  |       |                          |       |
|  | B2        | TSV St. Otmar St. Gallen | 22        |  |  |       |                          |       |
|  |           |                          |           |  |  | B2    | TSV St. Otmar St. Gallen | 29    |
|  |           |                          |           |  |  | B1    | Grasshopper Club Zürich  | 20    |
|  | B1        | Grasshopper Club Zürich  | 18        |  |  |       |                          |       |
|  | A2        | BSV Bern                 | 16        |  |  |       |                          |       |
|  |           |                          |           |  |  |       |                          |       |

### Halbfinals
| Freitag, 23. Mai 1980 20:30 Uhr | RTV 1879 Basel (NLB) | 21:22 | TSV St. Otmar St. Gallen | Bäumlihofhalle, Basel |
| Freitag, 23. Mai 1980 20:30 Uhr | (10:16)              |       |                          | Bäumlihofhalle, Basel |
| Freitag, 23. Mai 1980 20:30 Uhr | [ 3 ]                |       |                          | Bäumlihofhalle, Basel |

| Freitag, 23. Mai 1980 20:30 Uhr | Grasshopper Club Zürich   | 18:16  | BSV Bern                     | Chliriethalle, Oberglatt ZH Zuschauer: 250 |
| Freitag, 23. Mai 1980 20:30 Uhr | meiste Tore: Invancic (8) | (10:8) | meiste Tore: Mühlethaler (7) | Chliriethalle, Oberglatt ZH Zuschauer: 250 |
| Freitag, 23. Mai 1980 20:30 Uhr | [ 4 ]                     |        |                              | Chliriethalle, Oberglatt ZH Zuschauer: 250 |

### Final
| Samstag, 31. Mai 1980 19:00 Uhr | TSV St. Otmar St. Gallen             | 29:20   | Grasshopper Club Zürich     | Aue Sporthalle, Baden Zuschauer: 500 Schiedsrichter: Grossenbacher & Blum |
| Samstag, 31. Mai 1980 19:00 Uhr | meiste Tore: R. Jehle & Stürm (Je 8) | (12:11) | meiste Tore: 3 Spieler je 4 | Aue Sporthalle, Baden Zuschauer: 500 Schiedsrichter: Grossenbacher & Blum |
| Samstag, 31. Mai 1980 19:00 Uhr | [ 6 ]                                |         |                             | Aue Sporthalle, Baden Zuschauer: 500 Schiedsrichter: Grossenbacher & Blum |